# 메데아 (알제리)

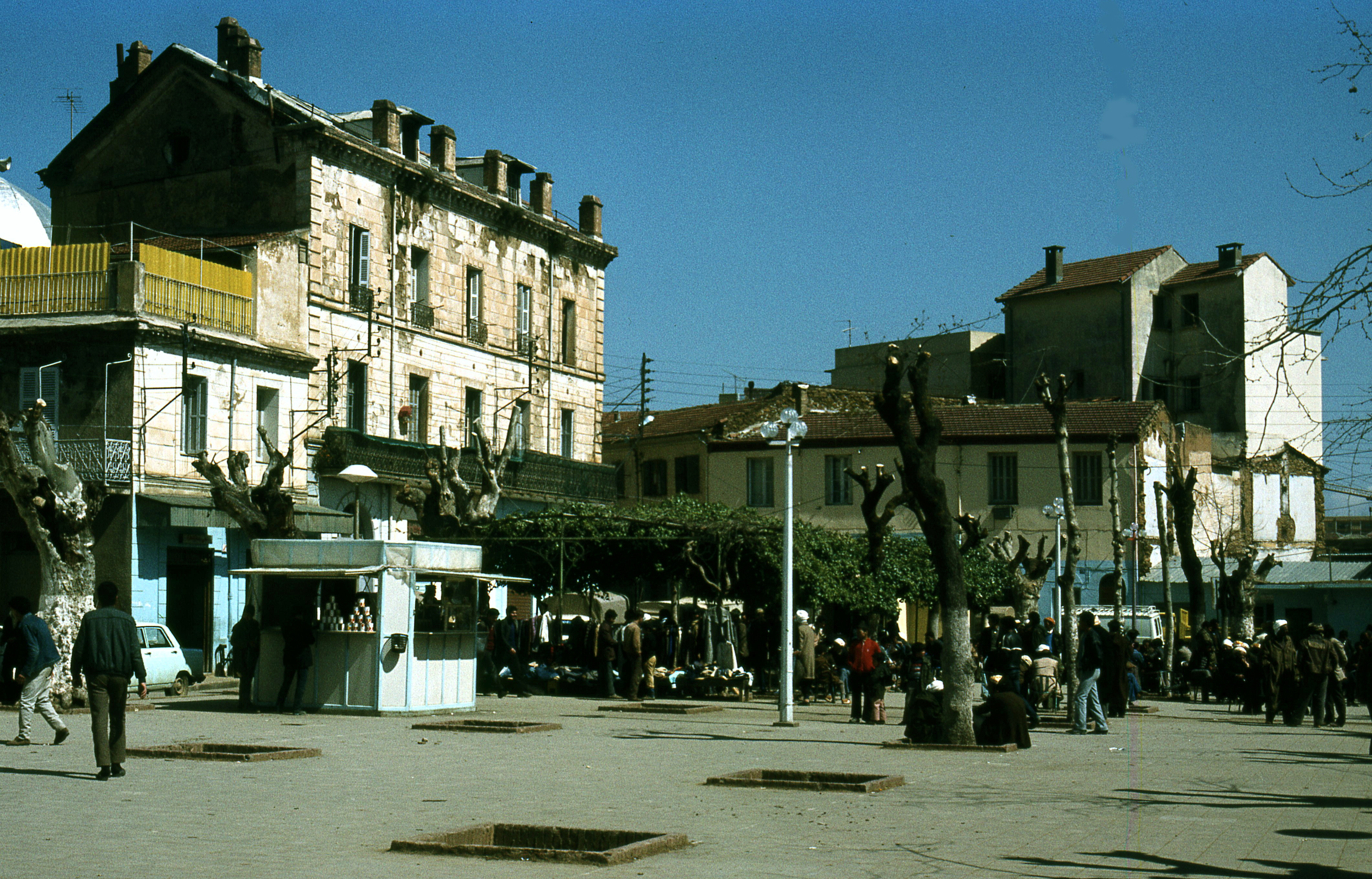
메데아

메데아(아랍어: المدية, 프랑스어: Médéa)는 알제리의 도시로 메데아 주의 주도이며 면적은 63.5km2, 높이는 1,036m, 인구는 145,441명(2008년 기준), 인구 밀도는 2,300명/km2이다. 수도 알제에서 남쪽으로 약 83km 정도 떨어진 곳에 위치한다.

## 같이 보기
- 메데아주